# Харди, Мэтт
Мэ́ттью Мур Ха́рди (англ. Matthew Moore Hardy, род. 23 сентября 1974 года, Камерон, Северная Каролина) — американский рестлер, в настоящее время выступающий в Total Nonstop Action Wrestling (TNA). Он наиболее известен по своей работе в WWE.
Вместе со своим братом Джеффом Харди получил известность в командном дивизионе WWF в 2000-х годах, в частности благодаря участию в матчах TLC. Он 14-кратный командный чемпион мира: он шесть раз становился командным чемпионом мира WWE, трижды командным чемпионом WWE Raw, по одному разу командным чемпионом WWE SmackDown, командным чемпионом мира ROH, командным чемпионом WCW и дважды командным чемпионом мира TNA.
Борясь на протяжении четырёх десятилетий, Харди сохранял свою актуальность отчасти благодаря различным образам и использованию социальных сетей. В 2002 году Харди начал сольную карьеру в WWE. Его новый персонаж «Версия 1» был назван лучшим образом по версии Wrestling Observer Newsletter. Эксцентричный образ Харди «Сломленный», который он представил в 2016 году (и который был переименован в «Пробуждённый» после его последующего возвращения в WWE), получил похвалу критиков рестлинга и заработал множество наград, включая вторую награду «Лучший образ», став одним из самых обсуждаемых персонажей в рестлинге. Как одиночный рестлер Харди выиграл три титула чемпиона мира (один титул чемпиона ECW и два титул чемпиона мира в тяжелом весе TNA). В общей сложности в WWE, TNA/Impact и ROH Харди завоевал 21 чемпионский титул.

## Биография
Харди родился в Камероне, Северная Каролина, в семье Гилберта и Руби Мур Харди. Он старший брат Джеффа Харди. Их мать умерла от рака мозга в 1987 году. Харди играл в бейсбол в детстве и на протяжении всей средней школы, но к выпускному классу перестал. Он также играл в американский футбол, либо как лайнбекер, либо как защитник. Харди хорошо учился в средней школе Юнион Пайнс в Северной Каролине и был номинантом на «Премию Морхеда» — стипендию в любом университете Северной Каролины. Харди учился в Университете Северной Каролины в Шарлотте, где специализировался на инженерном деле. Через год, однако, он бросил учёбу из-за болезни отца. Затем он учился в общественном колледже Сэндхиллз в Пайнхерсте, чтобы получить степень младшего специалиста.

## Личная жизнь
Харди состоял в шестилетних отношениях с рестлером Эми Дюма, более известной как Лита. Они впервые встретились в январе 1999 года на шоу NWA Mid-Atlantic, но начали встречаться только через несколько месяцев. Они расстались в феврале 2005 года, когда он узнал, что у неё был роман с одним из близких друзей Харди, рестлером Адамом Коуплендом, более известным как Эдж. Харди также встречался с рестлером WWE Эшли Массаро.
Харди женился на рестлере Ребекке Рейес, более известной как Реби Скай, 5 октября 2013 года. У них трое сыновей и одна дочь. Харди ранее был наркоманом и считает, что жена помогла ему выбраться.
Харди хорошо дружит с коллегами-рестлерами Марти Гарнером, Шенноном Муром и Грегори Хелмсом. В декабре 2020 года он заявил, что имеет коренное американское происхождение.

## Титулы и достижения
New Dimension Wrestling
- NDW Tag Team Championship (1 раз) — с Джеффом Харди NDW Light Heavyweight Championship (1 раз)

Carolinia Wrestling Federation
- Чемпион в тяжёлом весе CWF (1 раз)

National Championship Wrestling
- Чемпион в тяжелом весе NCW
- NCW Light Heavyweight Championship (2 раза)

NWA 2000
- Командный чемпион NWA 2000 — с Джеффом Харди

New England Wrestling Alliance
- Чемпион NEWA NEWA Hall of Fame (Класс 2012)

New Frontier Wrestling Association 
- Чемпион NFWA Командный чемпион NFWA — с Venom

Organization of Modern Extreme Grappling Arts
- Чемпион в тяжелом весе OMEGA
- Командный чемпион OMEGA — с Джеффом Харди

Ring of Honor
- Командный чемпион мира ROH — с Джеффом Харди

Total Nonstop Action Wrestling
- Чемпион мира TNA в тяжёлом весе (2 раза)
- Командный чемпион TNA (3 раза) — с Джеффом Харди/Братом Ниро[17]

World Wrestling Federation / World Wrestling Entertainment
- Чемпион ECW
- Командный чемпион WCW — с Джеффом Харди
- Чемпион Европы WWF
- Хардкорный чемпион WWF
- Командный чемпион WWE — с MVP
- Командный чемпион (Raw) (2 раза) — с Джеффом Харди, с Брэйем Уайаттом
- Командный чемпион SmackDown — с Джеффом Харди
- 6-кратный командный чемпион мира — с Джеффом Харди
- Чемпион Соединённых Штатов WWE
- Чемпион WWE в первом тяжелом весе (1 раз)
- Terri Invitational Tournament — с Джеффом Харди
- Победитель Королевской битвы за мемориальный трофей в честь Андре Гиганта (2018)

Pro Wrestling Illustrated
- Возвращение года (2017) с Джеффом Харди
- Вражда года (2005) против Эджа и Литы
- Матч года (2000) с Джеффом Харди против Бубба Рэйя и Дивона и Эджа с Кристианом на WrestleMania 2000
- Матч года (2001) с Джеффом Харди против Бубба Рэйя и Дивона и Эджа с Кристианом на Рестлмания Х-Семь
- Команда года (2000) с Джеффом Харди
- PWI ставит его под № 17 в списке 500 лучших рестлеров 2003 года

Wrestling Observer Newsletter
- Лучший образ (2002, 2016)
- Худшая вражда года (2004) с Литой против Кейна